# سونگ جه ریم
سونگ جه ریم (به انگلیسی: song jae rim) (زادهٔ ۱۸ فوریهٔ ۱۹۸۵ – درگذشتهٔ ۱۲ نوامبر ۲۰۲۴) بازیگر اهل کره جنوبی بود. پدرش مربی یک باشگاه ورزشی بود. وی در سال ۲۰۰۳ دبیرستان خود را به پایان رساند و وارد دانشکده مهندسی برق و الکترونیک دانشگاه چونگ آنگ شد. او همچنین گیتار و ساکسیفون می‌نواخت.

## بازیگری
سونگ جه ریم کار حرفه‌ای خود را با عنوان مدل در فرودگاه سئول آغاز کرد. همچنین در چندین مجله‌ به عنوان مدل ظاهر شد.
سونگ بازیگری را از سال ۲۰۰۹ آغاز کرد، و نقش‌های قابل توجه او عبارتند از: محافظ وفادار در سریال ماه در آغوش خورشید (۲۰۱۲)، قاتل خونسرد و بی عاطفه در سریال دو هفته (۲۰۱۳).
سونگ جه ریم در سریال ماه در آغوش خورشید در نقش جنگجوی جوان ۲۳ ساله‌ای به نام وون بازی کرد، شمشیرزن برتر چوسان و محافظ وفادار لی هون. پدر او یک نجیب‌زاده بود و مادرش از رعایا و همسر دوم پدرش بود. او از همسر اول و رسمی پدرش هم مراقبت می‌کرد. وون دوستی صمیمی و عمیقی با یوم و یانگ میونگ داشت و وفاداری او به لی هون بعد از دوستی اش با یانگ میونگ بود.

### شهرت
او پس از اینکه در فصل چهارم برنامه ما ازدواج کردیم به همراه کیم سو یون حضور پیدا کرد، به شهرت رسید.

## فیلم‌شناسی

### فیلم
| عنوان         | سال  | به عنوان    |
| ------------- | ---- | ----------- |
| هنرپیشه‌های زن | ۲۰۰۹ | دستیار عکاس |
| جایزه بزرگ    | ۲۰۱۰ | لی این جه   |
| مظنون         | ۲۰۱۳ | پروفسور کیم |
| تونل          | ۲۰۱۴ | کی چول      |

### مجموعه‌های تلویزیونی
| عنوان               | سال  | به عنوان                                  | شبکه      |
| ------------------- | ---- | ----------------------------------------- | --------- |
| گل پسر رشته فروش    | ۲۰۱۱ | Hee-gon هی گون                            | تی وی ان  |
| ماه در آغوش خورشید  | ۲۰۱۲ | کیم جه-وون                                | ام بی سی  |
| برج فانتزی          | ۲۰۱۳ | یونگ-وان                                  | تی وی ان  |
| دو هفته             | ۲۰۱۳ | آقای کیم                                  | ام بی سی  |
| نسل الهام بخش       | ۲۰۱۴ | رئیس مو                                   | کی بی اس۲ |
| مرد بزرگ            | ۲۰۱۴ | پارک دونگ-پال                             | کی بی اس۲ |
| راز عشق             | ۲۰۱۴ | زمان کمک کننده لغزش (قسمت ۱ و ۲ دلتنگ تو) | Dramacube |
| پری دریایی          | ۲۰۱۴ | کان شی-کیونگ                              | تی وی ان  |
| زنان نامهربان       | ۲۰۱۵ | لی رو-اوه                                 | کی بی اس۲ |
| خداحافظ آقای سیاه   | ۲۰۱۶ | سه وو جین                                 | ام بی سی  |
| حالا با عشق تمیز کن | ۲۰۱۹ | دنیل                                      |           |

### برنامه‌های تلویزیونی
| سال       | نام برنامه      | شبکه تلویزیونی | یاد داشت‌ها          |
| --------- | --------------- | -------------- | ------------------- |
| ۲۰۱۴      | مرد دونده       | اس بی اس       | مهمان، قسمت ۲۲۰     |
| ۲۰۱۴      | شنبه شب زنده    | تی وی ان       | میزبان، قسمت ۳۲     |
| ۲۰۱۴–۲۰۱۵ | ما ازدواج کردیم | ام بی سی       | بازیگر، (فصل چهارم) |
| ۲۰۱۵      | با هم خوشحال    | کی بی اس۲      | مهمان، قسمت ۳۸۷     |